# A Jobboldal és a Közép Szövetsége
A Jobboldal és a Közép Szövetsége (franciául: Union de la droite et du centre; UDC) Franciaországban a középtől jobboldalig elhelyezkedő pártok közötti választási szövetség megjelölésére használt kifejezés. A 2022-es választásokra a francia jobbközép nagy részét magába foglaló A Köztársaságiak, a kisebb liberális, Európa-párti pártok szövetségeként létrejött Demokraták és Függetlenek Uniója (UDI), a konzervatív liberális Középutasok és az erősen gaullista Merj, Franciaország! alkotta az UDC-koalíciót.

## 2022-es összetétele
| Párt | Párt | Párt                                   | Ideológia                              | Politikai pozíció           | Pártvezető              |
| ---- | ---- | -------------------------------------- | -------------------------------------- | --------------------------- | ----------------------- |
|      |      | A Köztársaságiak (LR)                  | Liberális konzervativizmus, gaullizmus | Jobbközép                   | Christian Jacob         |
|      |      | Demokraták és Függetlenek Uniója (UDI) | Liberalizmus                           | Centrum és jobbközép között | Jean-Christophe Lagarde |
|      |      | A Középutasok (C)                      | Konzervatív liberalizmus               | Jobbközép                   | Hervé Morin             |
|      |      | Merj, Franciaország! (OLF)             | Gaullizmus                             | Jobbközép                   | Julien Aubert           |